# Myrcia monoclada
Myrcia monoclada là một loài thực vật có hoa trong Họ Đào kim nương.